# Дніпровський каскад ГЕС
Дніпро́вський каска́д ГЕС — каскад із 6 гідроелектростанцій на річці Дніпро, до якого входять гідроелектростанції:
1. Київська (м. Вишгород),
2. Канівська (м. Канів),
3. Кременчуцька (м. Світловодськ),

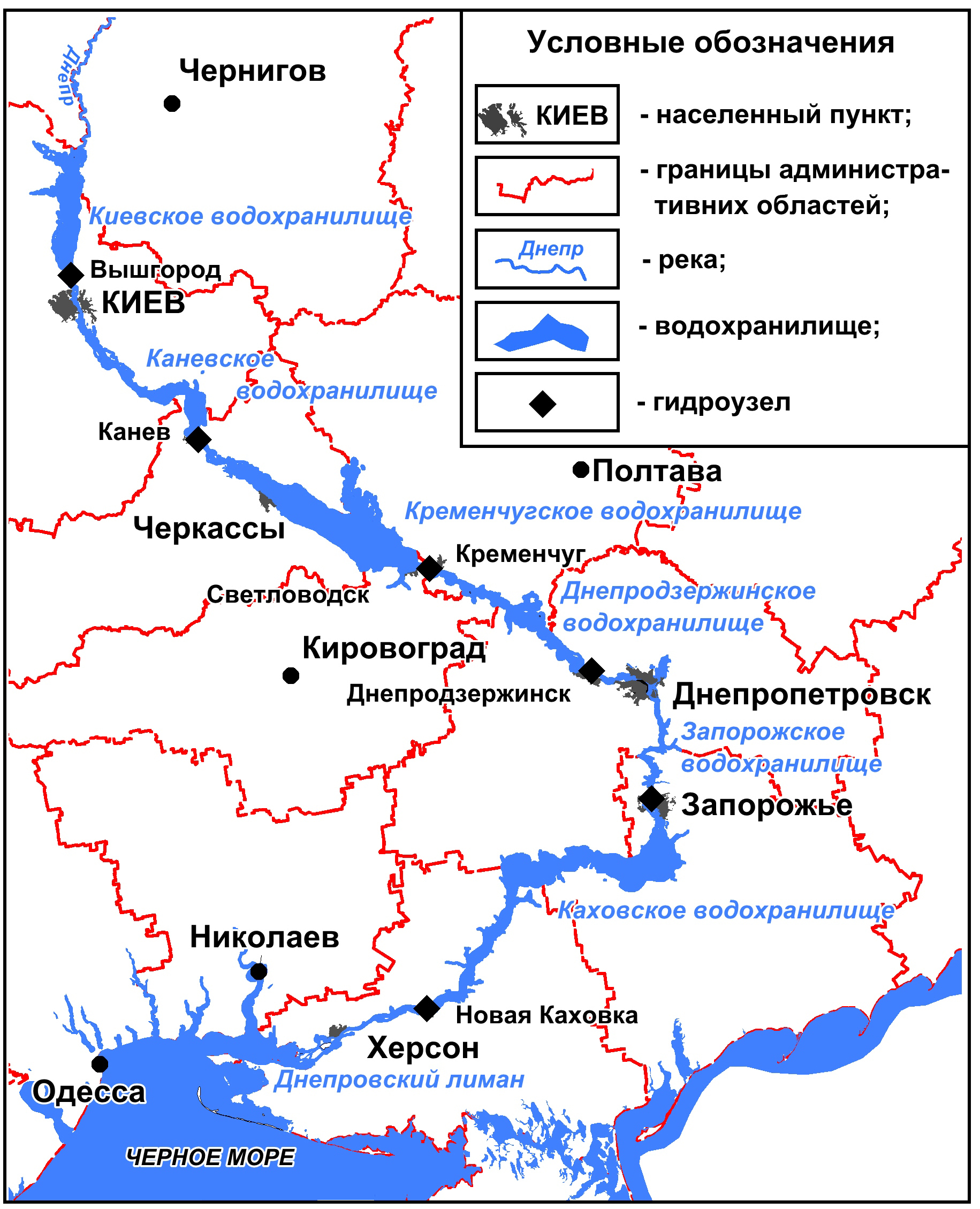
Картосхема дніпровського каскаду гідровузлів

4. Середньодніпровська (м. Кам'янське),
5. Дніпровська (м. Запоріжжя),
6. Каховська (м. Нова Каховка) (входила до 6 червня 2023 року, повністю зруйнована внаслідок підриву російськими окупантами).

Найбільша з них — Дніпровська ГЕС потужністю 1569 МВт. Загальна встановлена потужність 3757,4 МВт.
Всі ГЕС входять до складу ПАТ «Укргідроенерго»:
- Загальна площа водосховищ — 6950 км²;
- Повний об'єм акумульованої води — 43,8 км³.

## Історія
Ідея будівництва греблі на річці Дніпро виникла ще у ХVIII столітті, за правління Катерини II ст. Після захоплення Криму та Таврії імперія розглядала Дніпро як перспективну транспортну артерію для постачання товарів на нові землі та зміцнення своїх позицій на сході. Але такому використанню річки заважали відомі дніпровські пороги, тому пріоритетом у проектах на той час було забезпечення судноплавства по всій довжині Дніпра шляхом їх затоплення.
У 1778 році були здійснені спроби підірвати порохові заряди Старо-Кайдацький поріг і Ненаситець. За півтора століття було створено десятки проектів, витрачено чимало коштів та людських зусиль, втім марно.
Вперше ідея побудувати греблю з гідроелектростанціями на місці, де тепер стоїть ДніпроГЕС, виникла 1905 року. Її запропонували інженери С.П. Максимов та Г.І. Графтіо. Однак здійснити цей грандіозний на той час план завадила Перша світова війна.
У 1920-х проекти майбутньої електростанції на Дніпрі пропонувалися один за одним. Однак оптимально вирішити проблему Дніпра вдалося Івану Гавриловичу Олександрову, який, вивчивши всю інформацію, зібрану його попередниками, розробив інженерно-технічний проект найбільшої в Європі гідроелектростанції.

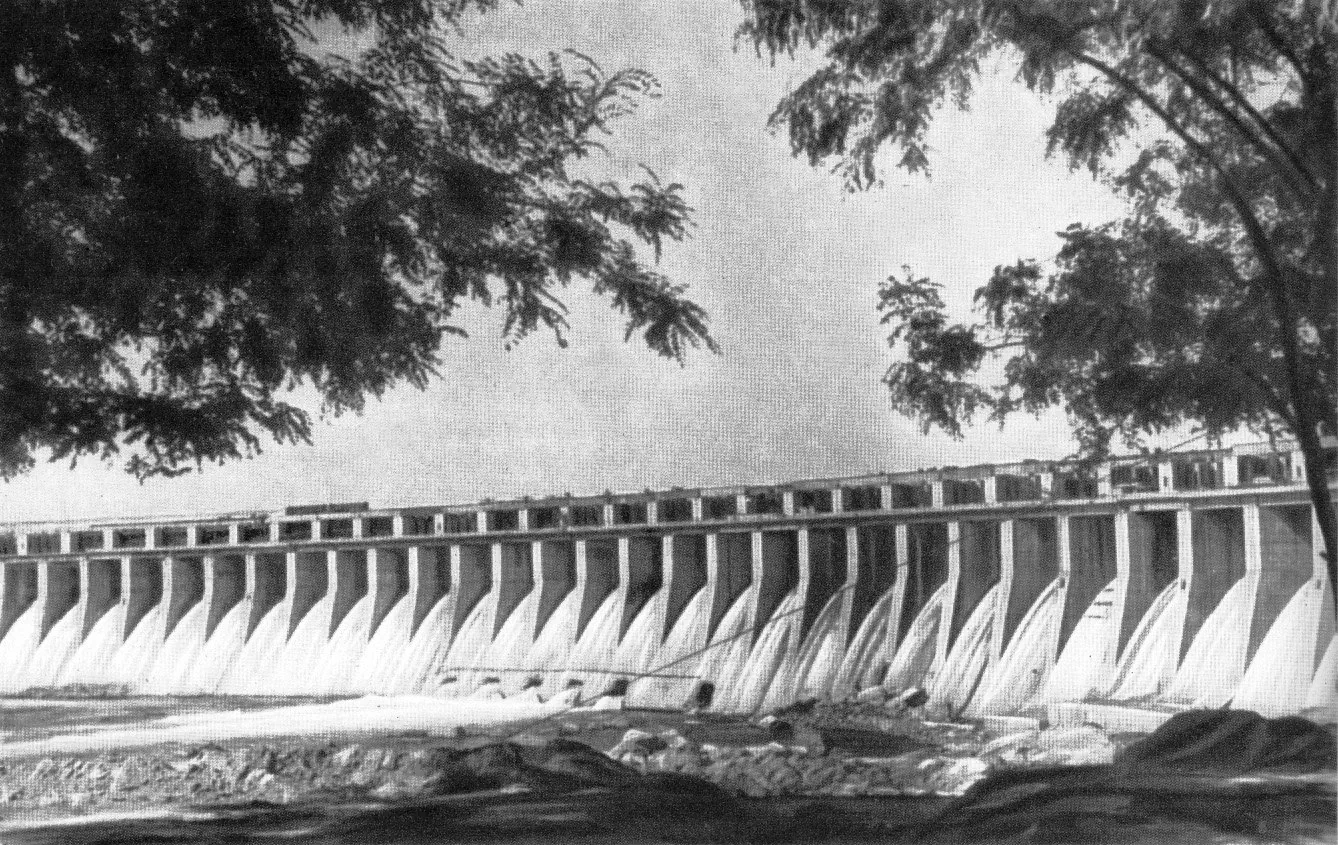
Гребля Дніпровської ГЕС (1947)

Основні проектні та будівельні роботи на Дніпрі розпочалися в 1927 році зі спорудженням Дніпровської ГЕС. Згодом було збудовано ще п'ять гідровузлів. Ця праця багатотисячного колективу проектантів і будівельників завершилася у 1980 році. За цей час річку від державного кордону з Республікою Білорусь до Каховки було перетворено на каскад водосховищ.
Найвідоміша — Дніпровська ГЕС в Запоріжжі, була побудована у 1927—1932 роках і мала потужність в 558 МВт. Під час Другої світової війни станція була частково зруйнована радянськими військами, а до 1950 року — відновлена. У 1969 — 1975 роках була введена друга черга станції — ДніпроГЕС-2.
Каховську ГЕС побудували другою — у 1950—1956 роках, за нею — Кременчуцьку — у 1954—1960, Київську — у 1960— 1964, Середньодніпровську — в 1956—1964, і у 1963—1975 роках Канівська ГЕС завершила Дніпровський каскад гребель.

## Параметри
Загальна довжина Дніпра 2201 км. З протяжності русла Дніпра 981 км, що пролягає територією України, в природному стані збереглося лише 100 км. Решта — зарегульована каскадом дніпровських водосховищ: Київським, Канівським, Кременчуцьким, Кам'янським, Дніпровським, Каховським із загальною площею водного дзеркала 6 979 км² і повним об'ємом 43,8 км³ води, що відповідно становить 94,7 і 90,8 % до загальної кількості всіх великих водосховищ України.

## Екологія
Каскад гідроелектростанцій і водосховищ вирішив проблему безперебійного забезпечення електроенергією і водою населення, промисловості та сільського господарства, збільшення об'ємів водоспоживання і більш рівномірного його розподілу протягом року, а також забезпечив роботу гідроелектричних, теплових та атомних станцій, водного транспорту, захистив долини річки від катастрофічних повеней.

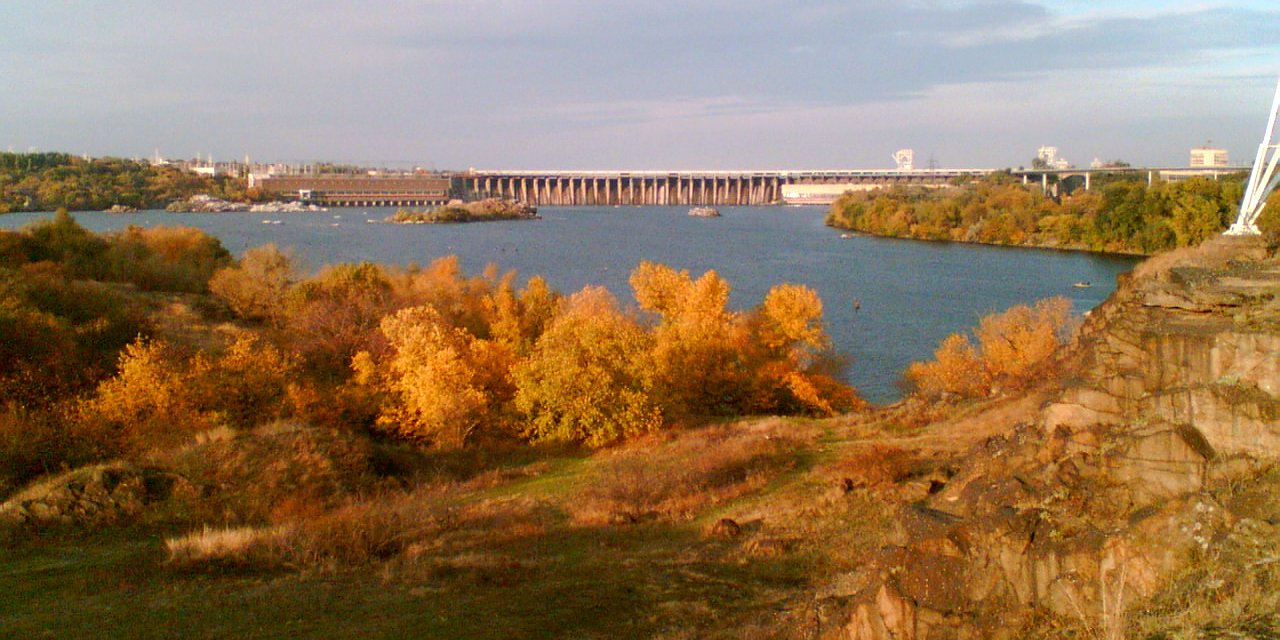
Краєвид на Дніпровську ГЕС з острова Хортиця

Проте, разом з тим, створення великих водосховищ на Дніпрі було пов'язане із затопленням значних площ земель, зміною гідрологічного, гідрохімічного та гідробіологічного режимів річки. А також інженерно-геологічних умов прибережних зон, функціональним перетворенням екосистеми з річкової на озерно-річкову з відповідним сповільненням водообміну і самоочищенням вод, значними втратами води на випаровування тощо.
Всього дніпровськими водосховищами затоплено 709 900 га земель. З них 197 600 га — піщані землі та землі, непридатні для використання, 261 500 — ліси та дрібнолісся, 177 600 — сіножаті та пасовища і 73 200 — орні землі, сади та садиби. Також по всьому каскаду водосховищ затоплено і знищено понад 6 тисяч населених пунктів, понад 10 тисяч цвинтарів, переселено понад 3 млн людей. Тисячі річок і струмків виявились нижче рівня Дніпра, що викликало необхідність будівництва 34 насосно-компресорних станцій, які постійно перекачують воду до водосховищ. Якщо на шести ГЕС працює близько 500 людей, то на насосних станціях — декілька тисяч. Кошти, що поглинають насосні станції, станом на 1997 рік п'ятиразово перевищували вартість енергії всіх 6 ГЕС.

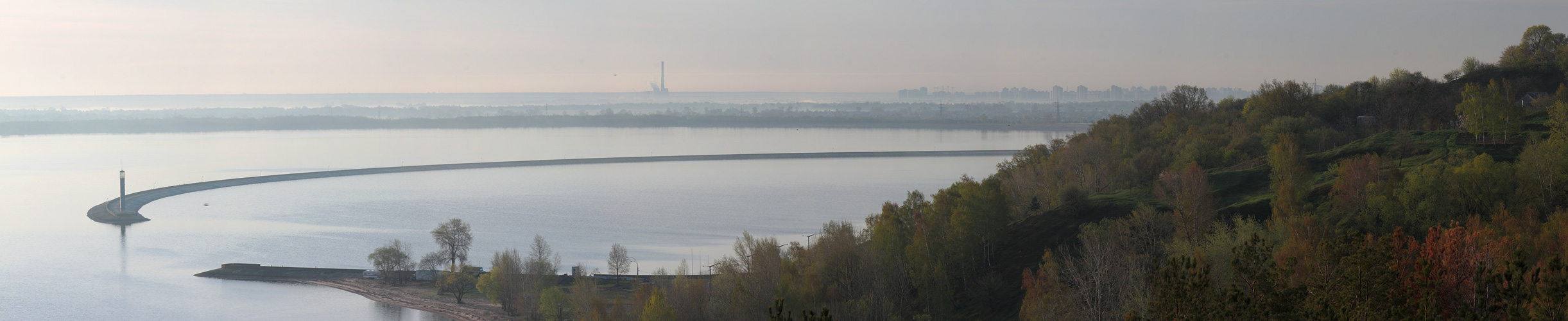
Дніпровські схили та Київське водосховище

Із загальної площі затоплених земель мілководдя з глибинами до 2 м займають площу близько 150 000 га або 20 %, а з глибинами до 1 м — 70 000 га. Ці мілководдя мають велике рибогосподарське і продовольче значення, оскільки на них відбуваються нерест та нагул молоді риби, гніздяться водоплавні і болотні птахи, живуть цінні хутряні звірі (ондатри, видри, бобри тощо). Після створення водосховищ вилов риби у Дніпрі зріс з 2 000 т до 18 500 щороку (станом на 1997 рік).
На всьму Дніпровському каскаді немає жодної рибопропускної споруди, що призвело до вимирання цінних порід риби в басейні Дніпра та значного зменшення риби в Чорному морі.
У водосховищах відбувається постійне, характерне тільки для об'єктів гідроенергетики, коливання рівнів води. Так, у Київському водосховищі із січня по лютий рівень води знижується на 1—1,5 м, а з березня по травень знову досягає нормативного напірного рівня (ННР). У водосховищах відбуваються і значні добові коливання води.

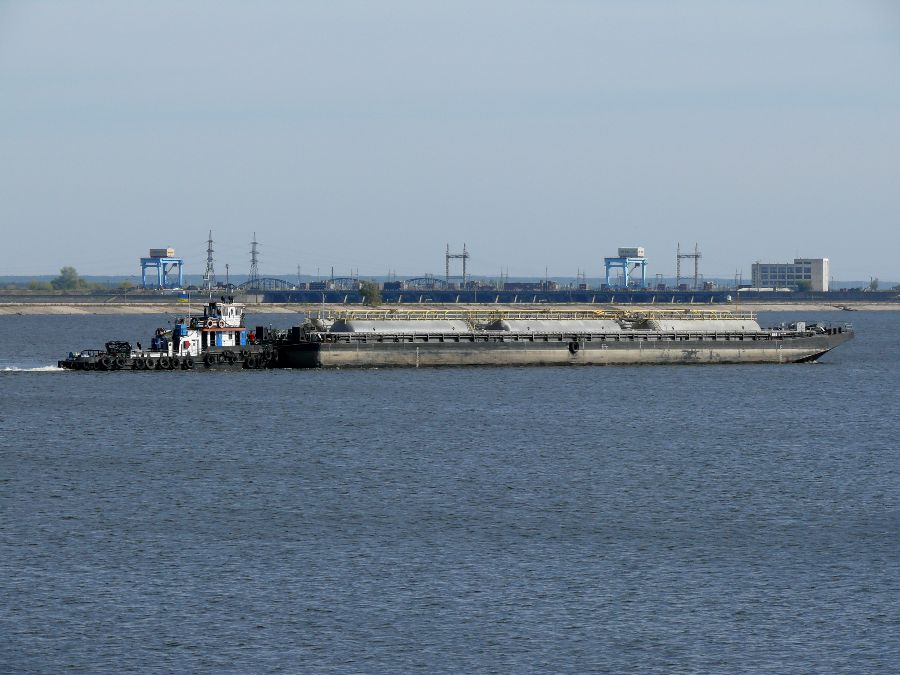
Канівська ГЕС
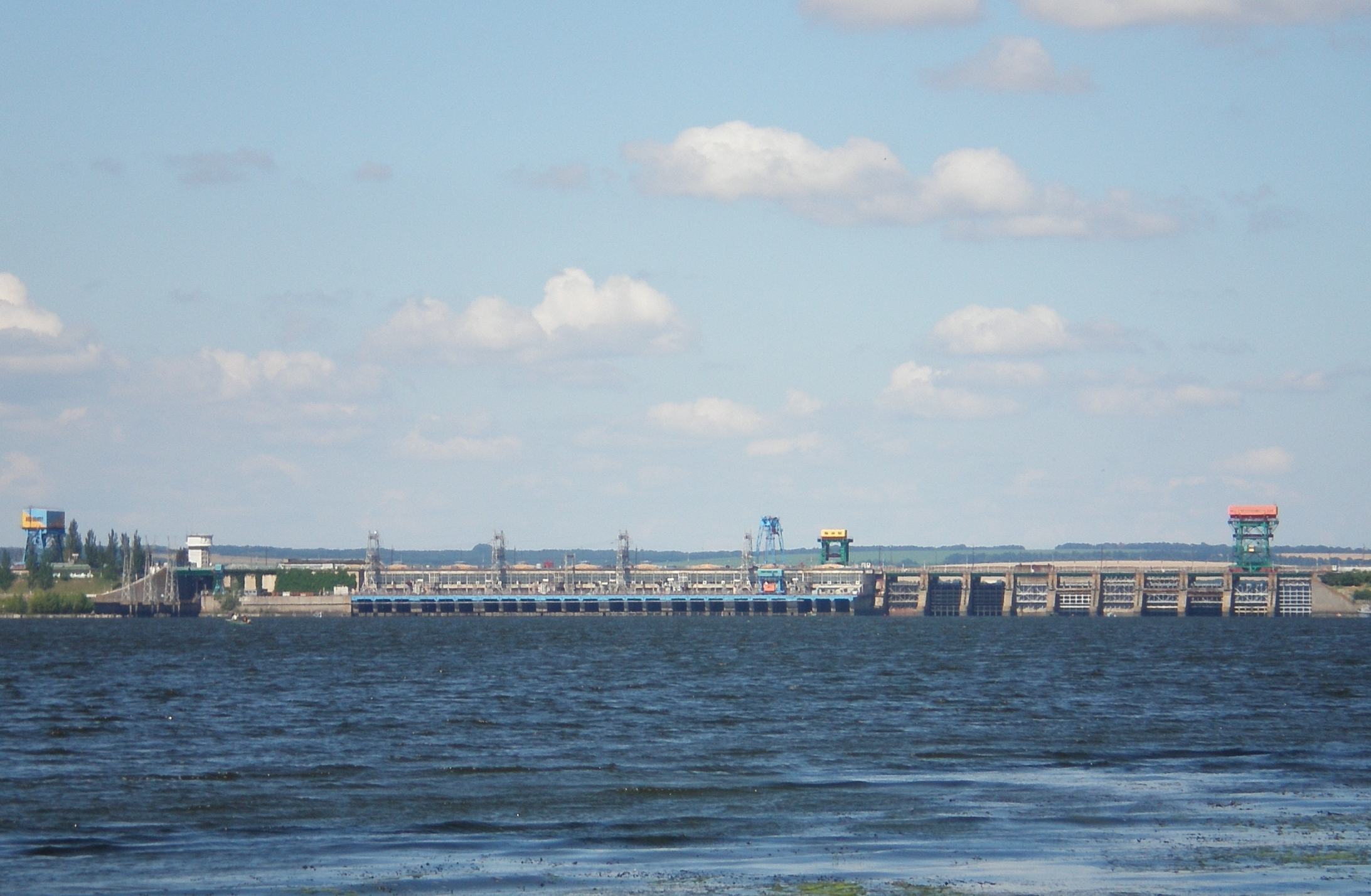
Середньодніпровська ГЕС

Через те, що середня глибина водосховищ не перевищує 5 м, влітку вода прогрівається до дна, викликаючи бурхливий розвиток ціанобактерій, а взимку, внаслідок страхувальних спусків води, в річці масово гине риба. Так, у 1996 році в Кременчуцькому водосховищі загинуло 400 тисяч т риби. Мертва риба потрапляла в канали Донбасу і Криму, вода з яких використовується для пиття.

## Заходи безпеки
Постійний контроль за станом безпеки гребель водосховищ та гідроелектростанцій здійснюють Міністерство енергетики та вугільної промисловості України, Державне агентство водних ресурсів України, Державна служба України з надзвичайних ситуацій, Український гідрометеорологічний центр. Щорічно, та при нагальній потребі вони інформують Кабінет Міністрів України, Раду національної безпеки і оборони України, профільні комітети Верховної Ради України щодо стану основних споруд ГЕС та водосховища.

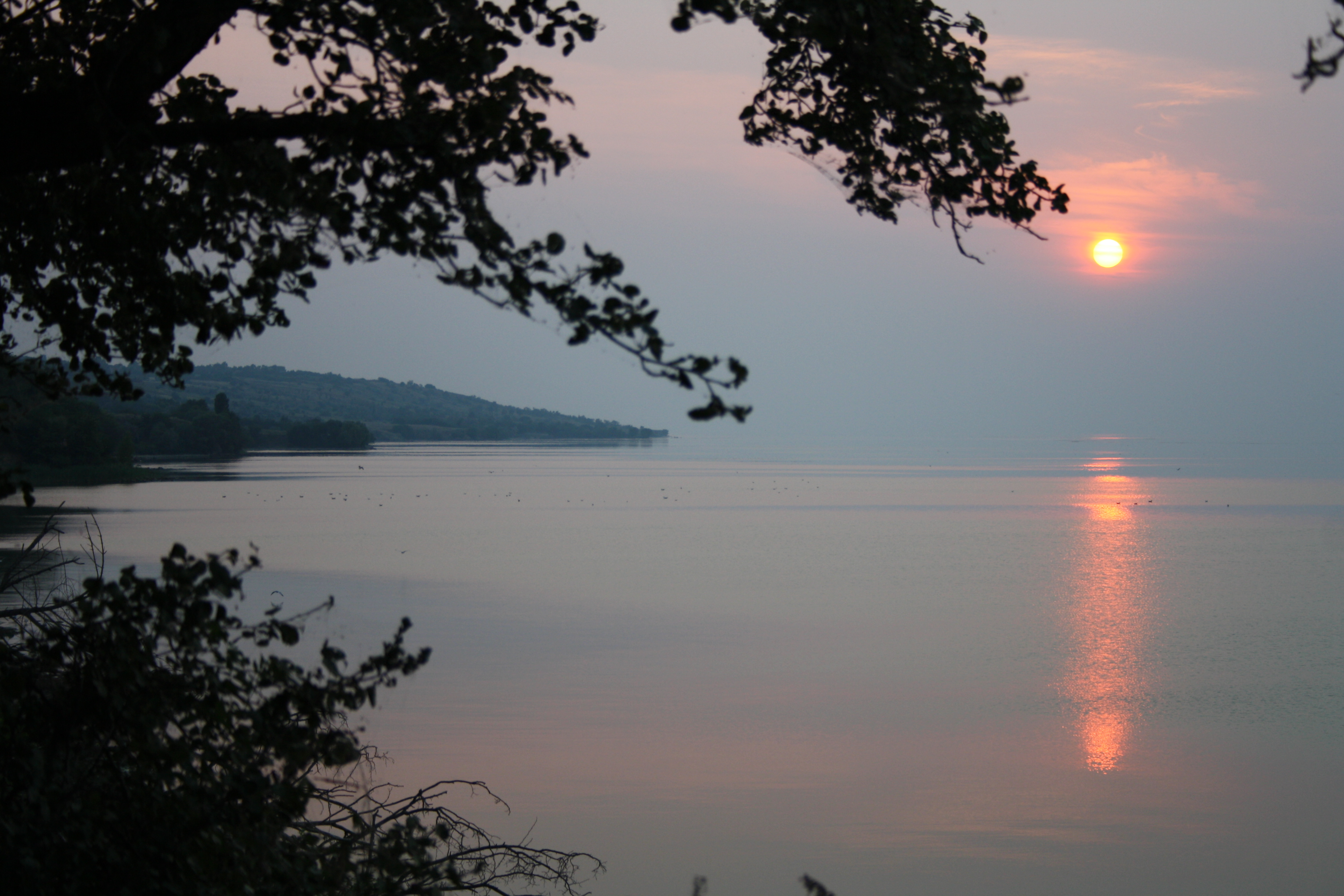
Каховське водосховище, світанок
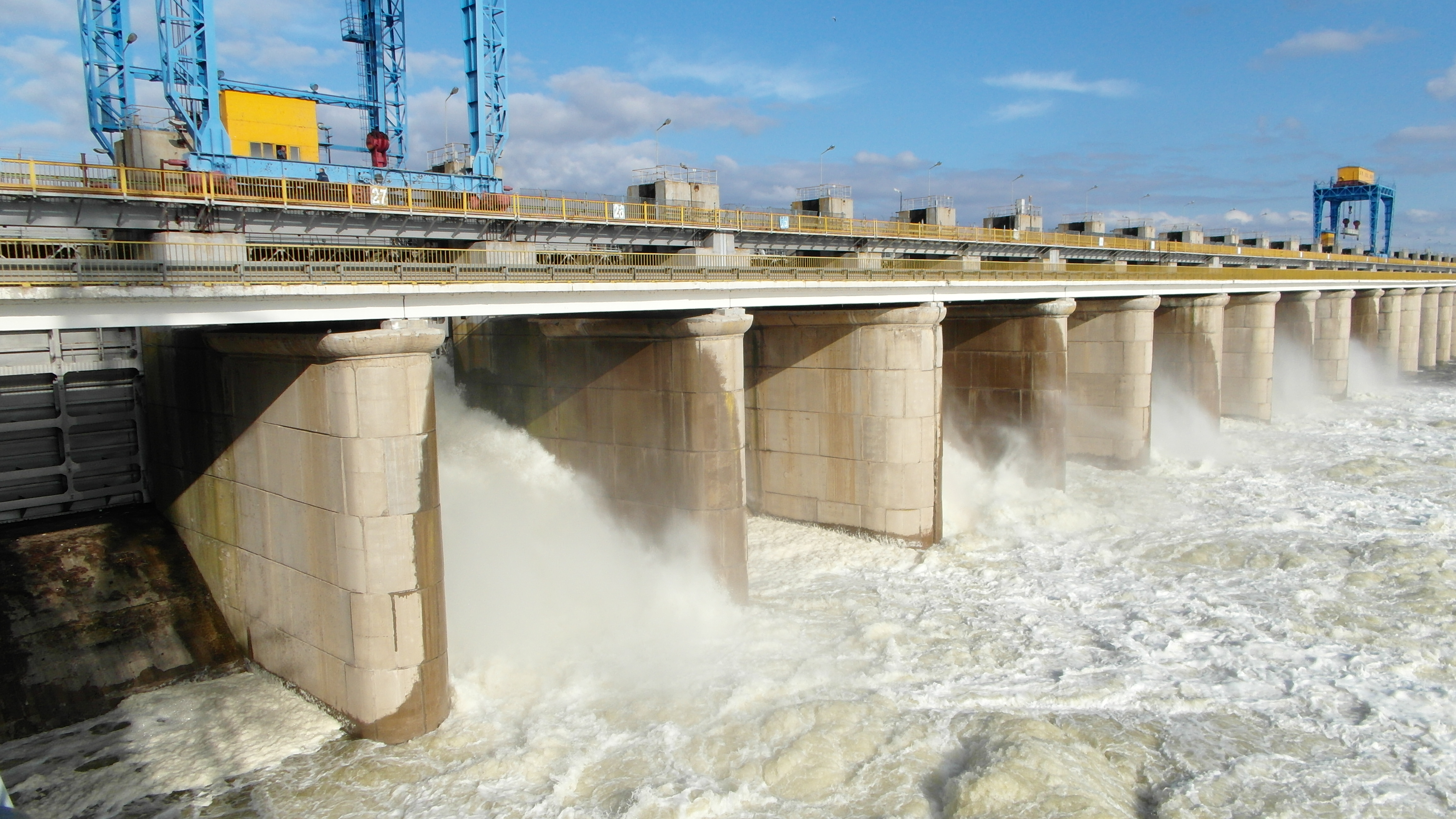
Каховська ГЕС (повністю зруйнована російськими окупантами 6 червня 2023 року)